# 中正路 (梓官區)
中正路（Jhongjheng Rd.）為高雄市梓官區的南北向道路，南起於楠梓區援中港濕地公園，北止於赤崁東路。是楠梓區援中港地區至梓官區蚵仔寮的重要道路之一。

## 行經行政區域
- 梓官區

## 沿線設施
（由南至北）
- 通安大橋（改建中）[1]
- 中正路抽水站[2]
- 信蚵公園
- 全聯福利中心梓官中正店
- 萊爾富便利商店梓官港口店
- 7-ELEVEn正港門市
- 蚵仔寮保安宮
- 蚵寮公園
- 第一銀行梓本分行
- 高雄市梓官漁會信用部
- 遠傳電信梓官中正加盟門市
- 梓官區赤崁老人活動中心
- 十二生肖公園
- 赤東公園
- 高雄市立圖書館梓官赤東分館
- 梓官區赤崁社區活動中心

## 公共自行車
- 高雄市公共自行車租賃系統：
  - 中正港六街口：中正路75號(前人行道)
  - 赤崁老人活動中心：中正路519號(前)
  - 赤東社區活動中心：中正路/赤崁東路(南側)

## 相關連結
- 高雄市主要道路列表